# Angelo Alessandri
Pour les articles homonymes, voir Alessandri.
Angelo Alessandri (né le 29 septembre 1969  à Reggio d'Émilie) est une personnalité politique italienne, qui est le président fédéral de la Ligue du Nord de 2005 à 2012 et qui préside Io Cambio depuis décembre 2013.

## Biographie
Élu député le 22 avril 2008 avec la Ligue du Nord, son mandat se termine le 14 mars 2013, mais dès le 12 novembre, Angelo Alessandri quitte le groupe parlementaire de la Ligue pour s'inscrire jusqu'à la fin de son mandat au groupe mixte.